# Wowtschansk
Wowtschansk (ukrainisch Вовчанськ; russisch Волчанск Woltschansk) ist eine Stadt im Osten der Ukraine und war bis Juli 2020 das administrative Zentrum des gleichnamigen Rajons Wowtschansk im Norden der Oblast Charkiw mit etwa 19.000 Einwohnern (2015). Die Stadt wurde im Jahr 2024 in Folge des Russisch-Ukrainischen Krieges weitestgehend zerstört.

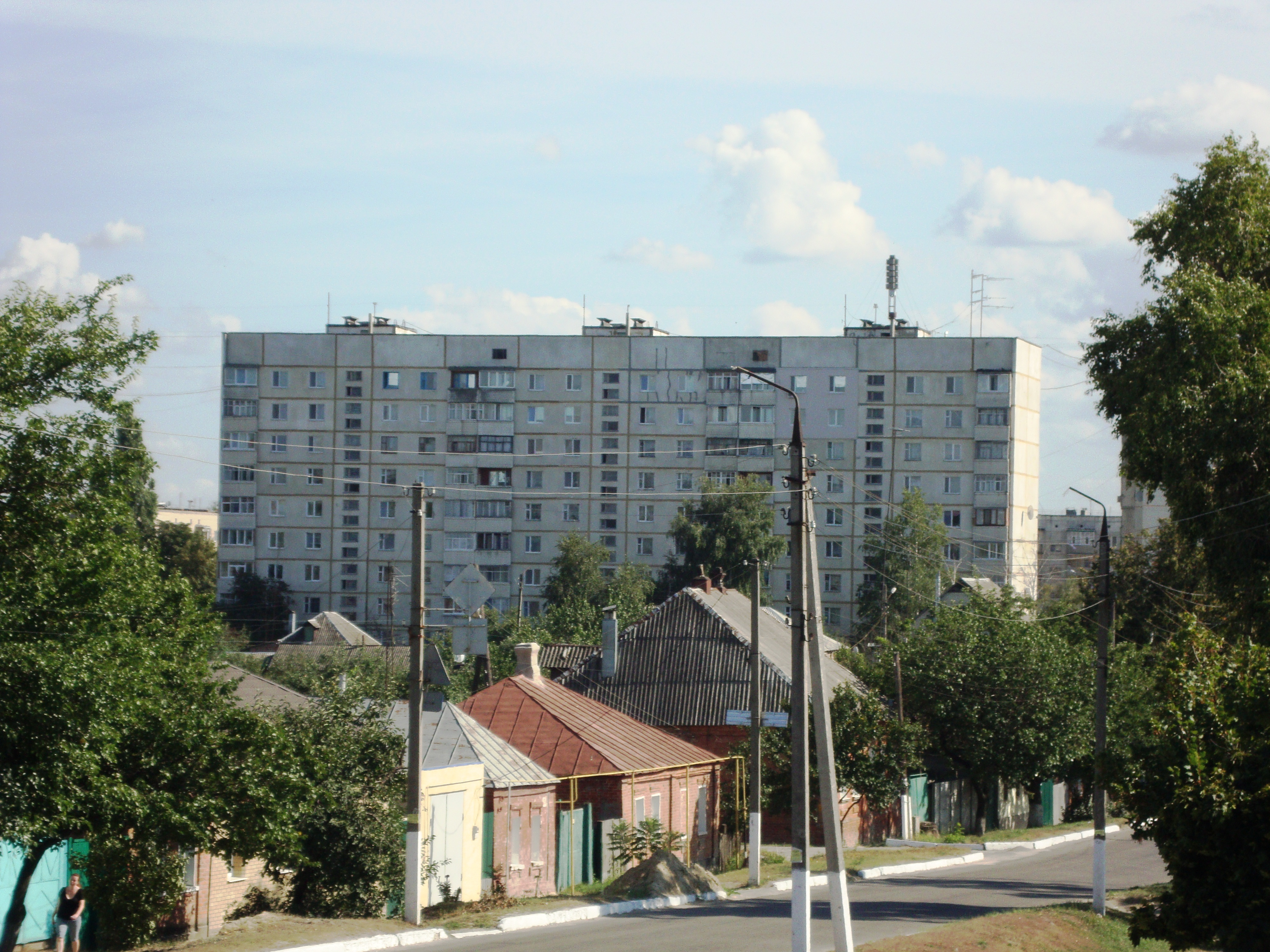
Blick in den Ort

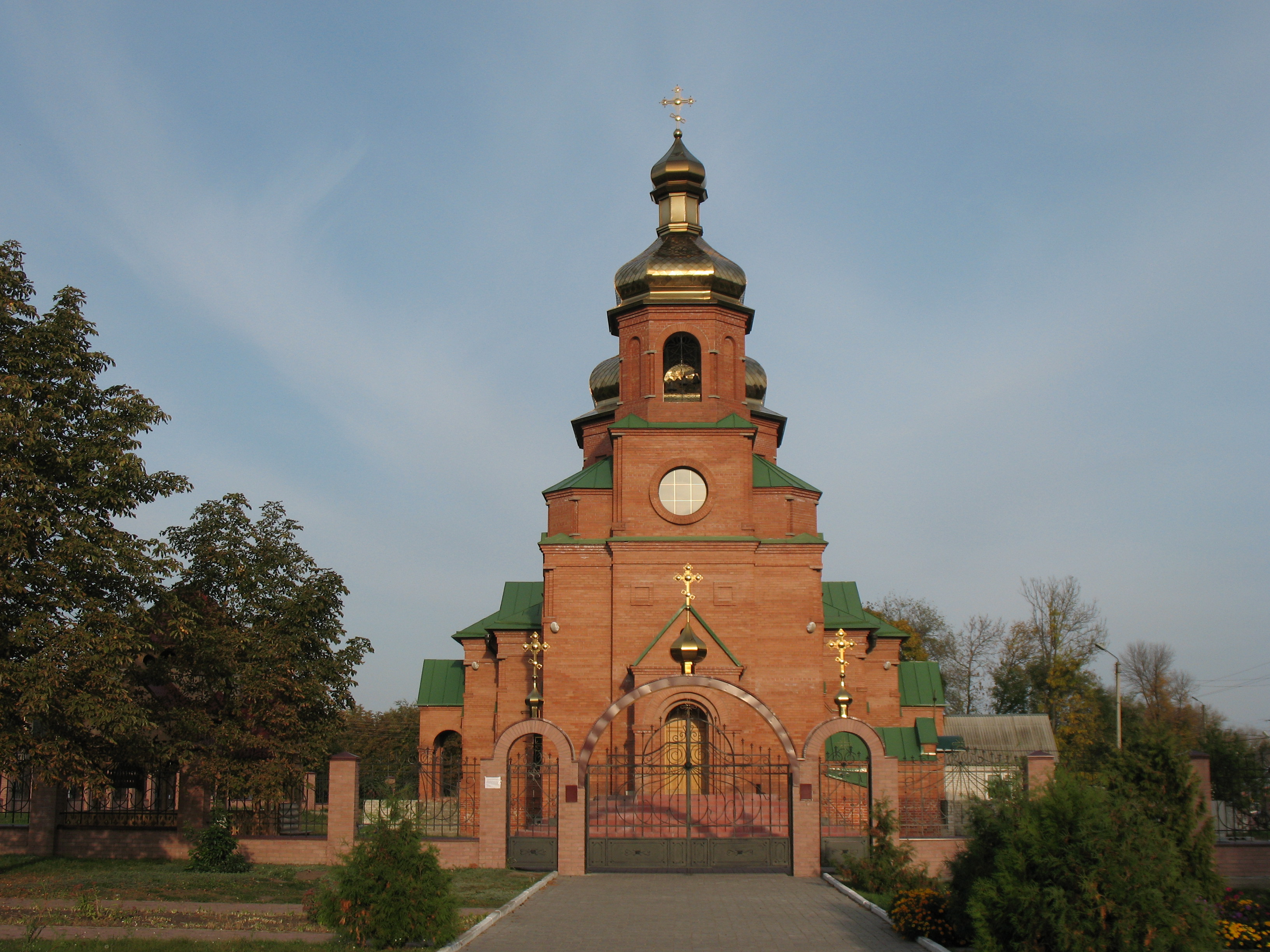
Orthodoxe Kirche in der Stadt

## Geographie
Wowtschansk liegt an beiden Ufern der Wowtscha, die kurz hinter der Stadt in den Donez mündet. Die Stadt liegt unmittelbar an der ukrainisch-russischen Grenze rund 75 km nordöstlich des Oblastzentrums Charkiw und hat einen Bahnhof an der Eisenbahnstrecke Belgorod-Kupjansk (Teil der Bahnstrecke Sumy–Horliwka). Durch die Stadt verläuft die Territorialstraße T–21–04.

## Geschichte
Der Ort wird erstmals mit dem Namen Wowtschi Wody (ukrainisch Вовчі Води) im Jahre 1688 schriftlich erwähnt und war eine der ersten Siedlungen der Sloboda-Ukraine.
1780 erhielt der Ort als Folge einer Verwaltungsreform den Status einer Stadt und seinen heutigen Namen. Im 19. Jahrhundert war die Stadt das Verwaltungszentrum des Ujesd Wowtschansk im Gouvernement Charkow.
Die Stadt wurde am 10. Juni 1942 von Truppen der Wehrmacht besetzt und im August 1943 von Truppen der Roten Armee rückerobert.
Am 24. Februar 2022 begannen russische Streitkräfte auf Befehl von Staatspräsident Putin einen völkerrechtswidrigen Angriffskrieg auf die Ukraine. Sie besetzten Wowtschansk am 24. Februar 2022.
Ukrainische Streitkräfte eroberten Wowtschansk am 11. September 2022 während der ukrainischen Gegenoffensive in der Region Charkiw zurück. Ende April 2024 lebten etwa 3500 Menschen dort. Als am 10. Mai 2024 ein erneuter russische Angriff auf die Stadt begann, wurde innerhalb einer Woche fast die gesamte Bevölkerung aus ihr evakuiert. Seit dem 10. Mai 2024 ist die Stadt einer der Brennpunkte der russischen Charkiw-Offensive.
Am 18. Mai 2024 wurde die Stadt durch den Einsatz von Gleitbomben und Granaten weitgehend zerstört, aber nicht erobert. Damals waren weniger als hundert Einwohner in der Stadt. Die meisten von ihnen waren alte Menschen, die nicht gehen wollten.
Besonders ein an der Wowtscha gelegener Chemiepark ist seit Beginn der Gefechte um Wowtschansk besonders umkämpft. Die Kontrolle über das Industriegebiet mit seinem unterirdischen Tunnelkomplex wechselte ab Juni 2024 mehrfach. Zeitweise stand das durch Gleit- und Vakuumbomben völlig zerstörte Fabrikgelände im Sommer auch unter Blockade. Beide Kriegsparteien hatten es bombardiert, während die jeweils andere Kriegspartei es unter Kontrolle hatte.

## Verwaltungsgliederung
Am 12. Juni 2020 wurde die Stadt zum Zentrum der neugegründeten Stadtgemeinde Wowtschansk (Вовчанська міська громада/Wowtschanska miska hromada). Zu dieser zählen auch die zwei Siedlungen städtischen Typs Bilyj Kolodjas und Wiltscha sowie die 72 in der untenstehenden Tabelle aufgelistetenen Dörfer, bis dahin bildete die Stadt zusammen mit dem Dorf Pleteniwka die gleichnamige Stadtratsgemeinde Wowtschansk (Вовчанська міська рада/Wowtschanska miska rada) im Norden des Rajons Wowtschansk.
Am 17. Juli 2020 wurde der Ort ein Teil des Rajons Tschuhujiw.
Folgende Orte sind neben dem Hauptort Wowtschansk Teil der Gemeinde:
| Name                     | Name              | Name                                        |
| ukrainisch transkribiert | ukrainisch        | russisch                                    |
| ------------------------ | ----------------- | ------------------------------------------- |
| Bajrak                   | Байрак            | Байрак (Bairak)                             |
| Bakschejiwka             | Бакшеївка         | Бакшеевка (Bakschejewka)                    |
| Bereschne                | Бережне           | Бережное (Bereschnoje)                      |
| Bilyj Kolodjas           | Білий Колодязь    | Белый Колодезь (Bely Kolodes)               |
| Blahodatne               | Благодатне        | Благодатное (Blagodatnoje)                  |
| Botschkowe               | Бочкове           | Бочково (Botschkowo)                        |
| Budarky                  | Бударки           | Бударки (Budarki)                           |
| Buhajiwka                | Бугаївка          | Бугаевка (Bugajewka)                        |
| Buhruwatka               | Бугруватка        | Бугроватка (Bugrowatka)                     |
| Busowe                   | Бузове            | Бузово (Busowo)                             |
| Chrypuny                 | Хрипуни           | Хрипуны (Chripuny)                          |
| Chyschnjakowe            | Хижнякове         | Хижняково (Chischnjakowo)                   |
| Dehtjarne                | Дегтярне          | Дегтярное (Degtjarnoje)                     |
| Hannopillja              | Ганнопілля        | Аннополье (Annopolje)                       |
| Harbusiwka               | Гарбузівка        | Гарбузовка (Garbusowka)                     |
| Hatyschtsche             | Гатище            | Гатище (Gatischtsche)                       |
| Hrafske                  | Графське          | Графское (Grafskoje)                        |
| Isbyzke                  | Ізбицьке          | Избицкое (Isbizkoje)                        |
| Iwaniwka                 | Іванівка          | Ивановка (Iwanowka)                         |
| Jurtschenkowe            | Юрченкове         | Юрченково (Jurtschenkowo)                   |
| Karajitschne             | Караїчне          | Караичное (Karajitschnoje)                  |
| Kotiwka                  | Котівка           | Котовка (Kotowka)                           |
| Krasnyj Jar              | Красний Яр        | Красный Яр (Krasny Jar)                     |
| Kruhle                   | Кругле            | Круглое (Krugloje)                          |
| Losowa                   | Лозова            | Лозовая (Losowaja)                          |
| Loschakowe               | Лошакове          | Лошаково (Loschakowo)                       |
| Lossiwka                 | Лосівка           | Лосевка (Lossewka)                          |
| Lukaschowe               | Лукашове          | Лукашово (Lukaschowo)                       |
| Lyman                    | Лиман             | Лиман (Liman)                               |
| Mala Wowtscha            | Мала Вовча        | Малая Волчья (Malaja Woltschja)             |
| Mykolajiwka              | Миколаївка        | Николаевка (Nikolajewka)                    |
| Nesterne                 | Нестерне          | Нестерное (Nesternoje)                      |
| Nowooleksandriwka        | Новоолександрівка | Новоалександровка (Nowoalexandrowka)        |
| Ochrimiwka               | Охрімівка         | Охримовка (Ochrimowka)                      |
| Ohirzewe                 | Огірцеве          | Огурцово (Ogurzowo)                         |
| Petropawliwka            | Петропавлівка     | Петропавловка (Petropawlowka)               |
| Pilna                    | Пільна            | Польная (Polnaja)                           |
| Pischtschane             | Піщане            | Песчаное (Pestschanoje)                     |
| Pleteniwka               | Плетенівка        | Плетеневка (Pletenewka)                     |
| Pokaljane                | Покаляне          | Покаляное (Pokaljanoje)                     |
| Prylipka                 | Приліпка          | Прилипка (Prilipka)                         |
| Risnykowe                | Різникове         | Резниково (Resnikowo)                       |
| Rubischne                | Рубіжне           | Рубежное (Rubeschnoje)                      |
| Rybalkyne                | Рибалкине         | Рыбалкино (Rybalkino)                       |
| Sachariwka               | Захарівка         | Захаровка (Sacharowka)                      |
| Samuliwka                | Замулівка         | Замуловка (Samulowka)                       |
| Schabelne                | Шабельне          | Шабельное (Schabelnoje)                     |
| Schesteriwka             | Шестерівка        | Шестеровка (Schesterowka)                   |
| Schewtschenkowe          | Шевченкове        | Шевченково (Schewtschenkowo)                |
| Schewtschenkowe Persche  | Шевченкове Перше  | Шевченково Первое (Schewtschenkowo Perwoje) |
| Semljanky                | Землянки          | Землянки (Semljanki)                        |
| Semljanyj Jar            | Земляний Яр       | Земляной Яр (Semljanoi Jar)                 |
| Serdobyne                | Сердобине         | Сердобино (Serdobino)                       |
| Sosnowyj Bir             | Сосновий Бір      | Сосновый Бор (Sosnowy Bor)                  |
| Staryzja                 | Стариця           | Старица (Stariza)                           |
| Sybyne                   | Зибине            | Зыбино (Sybino)                             |
| Symyniwka                | Симинівка         | Симоновка (Simonowka)                       |
| Synelnykowe              | Синельникове      | Синельниково (Sinelnikowo)                  |
| Tschajkiwka              | Чайківка          | Чайковка (Tschaikowka)                      |
| Tschernjakiw             | Черняків          | Черняков (Tschernjakow)                     |
| Tyche                    | Тихе              | Тихое (Tichoje)                             |
| Ukrajinka                | Українка          | Украинка (Ukrainka)                         |
| Ukrajinske               | Українське        | Украинское (Ukrainskoje)                    |
| Warwariwka               | Варварівка        | Варваровка (Warwarowka)                     |
| Warwariwka               | Варварівка        | Варваровка (Warwarowka)                     |
| Wassyliwka               | Василівка         | Василевка (Wassilewka)                      |
| Werchnij Saltiw          | Верхній Салтів    | Верхний Салтов (Werchni Saltow)             |
| Werchnja Pyssariwka      | Верхня Писарівка  | Верхняя Писаревка (Werchnjaja Pissarewka)   |
| Wiriwka                  | Вірівка           | Веровка (Werowka)                           |
| Wiltscha                 | Вільча            | Вильча                                      |
| Wolochiwka               | Волохівка         | Волоховка (Wolochowka)                      |
| Wolochiwske              | Волохівське       | Волоховское (Wolochowskoje)                 |
| Wowtschanski Chutory     | Вовчанські Хутори | Волчанские Хутора (Woltschanskije Chutora)  |
| Zehelne                  | Цегельне          | Цегельное (Zegelnoje)                       |

## Bevölkerungsentwicklung
| Jahr      | 1785  | 1864  | 1897   | 1914   | 1923   | 1926   | 1939   | 1959   | 1970   | 1979   | 1989   | 2001   | 2005   | 2015   |
| --------- | ----- | ----- | ------ | ------ | ------ | ------ | ------ | ------ | ------ | ------ | ------ | ------ | ------ | ------ |
| Einwohner | 2.666 | 9.263 | 11.020 | 15.481 | 11.211 | 20.836 | 20.435 | 20.592 | 22.210 | 24.375 | 24.350 | 20.695 | 19.852 | 18.906 |

Quelle: pop-stat.mashke.org

## Persönlichkeiten
- Natalja Alexejewna Dessjatowa-Schostenko (1890–1968), russisch-sowjetisch-französische Botanikerin und Hochschullehrerin
- Alexandra Gawrilowna Sneschko-Blozkaja (1909–1980), sowjetische Zeichentrickfilmerin
- Edward Balcerzan (* 1937), polnischer Literaturhistoriker und Schriftsteller
- Wiktor Igorewitsch Budjanski (* 1984), russischer Fußballspieler
- Artem Pywowarow (* 1991), Singer-Songwriter